# Кипърско каменарче
Кипърско каменарче (Oenanthe cypriaca) е вид птица от семейство Muscicapidae.

## Разпространение и местообитание
Разпространен е в Египет, Етиопия, Израел, Йордания, Република Кипър, Саудитска Арабия, Сирия, Судан, Турция и Южен Судан.